# 兵庫県道343号今津港津門大箇線
兵庫県道343号今津港津門大箇線（ひょうごけんどう343ごう いまづこうつとおおごせん）は、兵庫県西宮市を通る一般県道である。

## 概要
西宮市今津港町から西宮市津門大箇町に至る。

### 路線データ
- 起点：西宮市今津港町（今津港町交差点、兵庫県道342号甲子園六湛寺線交点）
- 終点：西宮市津門大箇町（津門交差点、国道2号交点）
- 総延長：約1.475 km

## 路線状況

### 別名
- 今津東線

## 地理
直接接続はしないが、この道路は国道43号との交差点で西宮ICの真下を通り、そこから国道2号との交差点まで名神高速道路と並行する。国道43号から始点とその延長は名神高速道路の延伸による阪神高速5号湾岸線との将来的な接続を見据えており道路幅が大きくなっている。

### 通過する自治体
- 西宮市

### 交差する道路
| 交差する道路                | 交差する場所 | 交差する場所          |
| --------------------------- | ------------ | --------------------- |
| 兵庫県道342号甲子園六湛寺線 | 今津港町     | 今津港町交差点 / 起点 |
| 国道43号                    | 今津社前町   | 西宮インター交差点    |
| 鳴尾御影線                  | 今津山中町   | 今津山中町交差点      |
| 国道2号                     | 津門大箇町   | 津門交差点 / 終点     |

### 交差する鉄道
- 阪神本線

### 沿線
- 西宮市立今津小学校
- E1 名神高速道路 38 西宮IC
- 阪神本線 久寿川駅